# Macrocneme intacta
Macrocneme intacta là một loài bướm đêm thuộc phân họ Arctiinae, họ Erebidae.